# Bahnstrecke Concord–White River Junction
| Gesellschaft: | NECR, NEGS           |                                          |                                          |
| Streckenlänge: | 112,01 km            |                                          |                                          |
| Spurweite: | 1435 mm (Normalspur) |                                          |                                          |
| |                      |                                          |                                          |
| Gleise: | 1                    |                                          |                                          |
| \| \| \| \| \| \| \| \| von Nashua \| \| \| \| 0,00 \| Concord NH \| Concord NH \| \| \| \| nach Wells River \| \| \| \| \| nach Claremont \| \| \| \| 12,21 \| Penacook NH (früher Fisherville) \| Penacook NH (früher Fisherville) \| \| \| \| Contoocook River \| \| \| \| 15,34 \| Boscawen NH \| Boscawen NH \| \| \| 21,32 \| Gerrish NH (früher North Boscawen) \| Gerrish NH (früher North Boscawen) \| \| \| 26,15 \| Webster Place NH \| Webster Place NH \| \| \| 27,70 \| Franklin Junction NH \| Franklin Junction NH \| \| \| \| nach Tilton \| \| \| \| 30,05 \| Franklin NH \| Franklin NH \| \| \| \| nach Bristol \| \| \| \| 33,07 \| Webster Lake NH \| Webster Lake NH \| \| \| 40,04 \| Halcyon NH (früher East Andover) \| Halcyon NH (früher East Andover) \| \| \| \| Blackwater River (2×) \| \| \| \| 47,03 \| Andover NH \| Andover NH \| \| \| \| Blackwater River (2×) \| \| \| \| 49,89 \| Potter Place NH \| Potter Place NH \| \| \| 51,80 \| Gale (früher West Andover NH) \| Gale (früher West Andover NH) \| \| \| 56,20 \| Converse NH (früher South Danbury) \| Converse NH (früher South Danbury) \| \| \| 61,72 \| Danbury NH \| Danbury NH \| \| \| 70,05 \| Grafton NH \| Grafton NH \| \| \| 72,95 \| Cardigan NH (früher Grafton Center) \| Cardigan NH (früher Grafton Center) \| \| \| \| Mascoma River \| \| \| \| 82,96 \| Canaan NH \| Canaan NH \| \| \| \| Mascoma River (7×) \| \| \| \| 89,99 \| Pattee NH (früher West Canaan) \| Pattee NH (früher West Canaan) \| \| \| \| Mascoma River (2×) \| \| \| \| 93,89 \| Enfield NH \| Enfield NH \| \| \| \| Mascoma River \| \| \| \| 98,06 \| Mascoma NH (früher East Lebanon) \| Mascoma NH (früher East Lebanon) \| \| \| \| Mascoma River (9×) \| \| \| \| 104,67 \| Lebanon NH \| Lebanon NH \| \| \| \| Mascoma River (5×) \| \| \| \| 111,41 \| Westboro NH (früher West Lebanon) \| Westboro NH (früher West Lebanon) \| \| \| \| Connecticut River \| \| \| \| \| Verbindungskurve nach Windsor \| \| \| \| \| Verbindungskurve nach Lennoxville \| \| \| \| \| Strecke White River Junction–Lennoxville \| \| \| \| 112,01 \| White River Junction VT \| White River Junction VT \| \| \| \| von Windsor \| \| \| \| \| nach Burlington \| \| |                      |                                          |                                          |
| |                      |                                          |                                          |
| Strecke |                      | von Nashua                               | von Nashua                               |
| Dienststation / Betriebs- oder Güterbahnhof | 0,00                 | Concord NH                               | Concord NH                               |
| Abzweig geradeaus und nach rechts |                      | nach Wells River                         | nach Wells River                         |
| Abzweig geradeaus und ehemals nach links |                      | nach Claremont                           | nach Claremont                           |
| Betriebs-/Güterbahnhof Strecke ab hier außer Betrieb | 12,21                | Penacook NH (früher Fisherville)         | Penacook NH (früher Fisherville)         |
| Brücke über Wasserlauf (Strecke außer Betrieb) |                      | Contoocook River                         | Contoocook River                         |
| Bahnhof (Strecke außer Betrieb) | 15,34                | Boscawen NH                              | Boscawen NH                              |
| Bahnhof (Strecke außer Betrieb) | 21,32                | Gerrish NH (früher North Boscawen)       | Gerrish NH (früher North Boscawen)       |
| Haltepunkt / Haltestelle (Strecke außer Betrieb) | 26,15                | Webster Place NH                         | Webster Place NH                         |
| Bahnhof (Strecke außer Betrieb) | 27,70                | Franklin Junction NH                     | Franklin Junction NH                     |
| Abzweig geradeaus und nach rechts (Strecke außer Betrieb) |                      | nach Tilton                              | nach Tilton                              |
| Bahnhof (Strecke außer Betrieb) | 30,05                | Franklin NH                              | Franklin NH                              |
| Abzweig geradeaus und nach rechts (Strecke außer Betrieb) |                      | nach Bristol                             | nach Bristol                             |
| Haltepunkt / Haltestelle (Strecke außer Betrieb) | 33,07                | Webster Lake NH                          | Webster Lake NH                          |
| Bahnhof (Strecke außer Betrieb) | 40,04                | Halcyon NH (früher East Andover)         | Halcyon NH (früher East Andover)         |
| Brücke über Wasserlauf (Strecke außer Betrieb) |                      | Blackwater River (2×)                    | Blackwater River (2×)                    |
| Bahnhof (Strecke außer Betrieb) | 47,03                | Andover NH                               | Andover NH                               |
| Brücke über Wasserlauf (Strecke außer Betrieb) |                      | Blackwater River (2×)                    | Blackwater River (2×)                    |
| Bahnhof (Strecke außer Betrieb) | 49,89                | Potter Place NH                          | Potter Place NH                          |
| Bahnhof (Strecke außer Betrieb) | 51,80                | Gale (früher West Andover NH)            | Gale (früher West Andover NH)            |
| Bahnhof (Strecke außer Betrieb) | 56,20                | Converse NH (früher South Danbury)       | Converse NH (früher South Danbury)       |
| Bahnhof (Strecke außer Betrieb) | 61,72                | Danbury NH                               | Danbury NH                               |
| Bahnhof (Strecke außer Betrieb) | 70,05                | Grafton NH                               | Grafton NH                               |
| Bahnhof (Strecke außer Betrieb) | 72,95                | Cardigan NH (früher Grafton Center)      | Cardigan NH (früher Grafton Center)      |
| Brücke über Wasserlauf (Strecke außer Betrieb) |                      | Mascoma River                            | Mascoma River                            |
| Bahnhof (Strecke außer Betrieb) | 82,96                | Canaan NH                                | Canaan NH                                |
| Brücke über Wasserlauf (Strecke außer Betrieb) |                      | Mascoma River (7×)                       | Mascoma River (7×)                       |
| Bahnhof (Strecke außer Betrieb) | 89,99                | Pattee NH (früher West Canaan)           | Pattee NH (früher West Canaan)           |
| Brücke über Wasserlauf (Strecke außer Betrieb) |                      | Mascoma River (2×)                       | Mascoma River (2×)                       |
| Bahnhof (Strecke außer Betrieb) | 93,89                | Enfield NH                               | Enfield NH                               |
| Brücke über Wasserlauf (Strecke außer Betrieb) |                      | Mascoma River                            | Mascoma River                            |
| Bahnhof (Strecke außer Betrieb) | 98,06                | Mascoma NH (früher East Lebanon)         | Mascoma NH (früher East Lebanon)         |
| Brücke über Wasserlauf (Strecke außer Betrieb) |                      | Mascoma River (9×)                       | Mascoma River (9×)                       |
| Bahnhof (Strecke außer Betrieb) | 104,67               | Lebanon NH                               | Lebanon NH                               |
| Brücke über Wasserlauf (Strecke außer Betrieb) |                      | Mascoma River (5×)                       | Mascoma River (5×)                       |
| Betriebs-/Güterbahnhof Strecke bis hier außer Betrieb | 111,41               | Westboro NH (früher West Lebanon)        | Westboro NH (früher West Lebanon)        |
| Brücke über Wasserlauf |                      | Connecticut River                        | Connecticut River                        |
| Abzweig geradeaus und nach links |                      | Verbindungskurve nach Windsor            | Verbindungskurve nach Windsor            |
| Abzweig ehemals geradeaus und nach rechts |                      | Verbindungskurve nach Lennoxville        | Verbindungskurve nach Lennoxville        |
| Kreuzung (Strecke geradeaus außer Betrieb) |                      | Strecke White River Junction–Lennoxville | Strecke White River Junction–Lennoxville |
| Bahnhof (Strecke außer Betrieb) | 112,01               | White River Junction VT                  | White River Junction VT                  |
| Abzweig ehemals geradeaus und von links |                      | von Windsor                              | von Windsor                              |
| Strecke |                      | nach Burlington                          | nach Burlington                          |

Die Bahnstrecke Concord–White River Junction ist eine ehemalige Eisenbahnverbindung in New Hampshire und Vermont (Vereinigte Staaten). Sie ist rund 112 Kilometer lang und verbindet die Städte Concord, Franklin, Andover, Canaan, Lebanon und White River Junction. Die Strecke ist weitgehend stillgelegt und abgebaut, lediglich ein kurzer Abschnitt von White River Junction nach Westboro wird noch durch die New England Central Railroad betrieben und der Abschnitt von Concord nach Penacook ist noch nicht offiziell stillgelegt, jedoch schon seit längerem ohne Verkehr. Er gehört der New England Southern Railroad.

## Geschichte
Nachdem ab 1842 Concord von Boston her mit der Eisenbahn erreichbar war, plante man, die Strecke in Richtung Montréal fortzusetzen. In gerader Richtung waren Berge im Weg, sodass man sich entschloss, die Strecke zunächst zum Connecticut River zu bauen. Von hier aus waren bereits Strecken in Richtung Kanada geplant, an die man anknüpfen konnte. Als Knotenbahnhof wurde White River Junction gewählt. 1844 gründeten ortsansässige Unternehmer die Northern Railroad of New Hampshire, und erhielten noch im gleichen Jahr die Konzession zum Bau und Betrieb der Bahnstrecke. Der Abschnitt von Concord bis Canaan wurde am 1. September 1847 eröffnet, der übrige Streckenabschnitt folgte am 20. November 1847.
Ab November 1852 wurden in White River Junction Kurswagen auf die Vermont Central Railroad nach Montréal übergeben. Ab 1870 stand eine weitere Verbindung ab White River Junction nach Montréal und Québec über die Connecticut and Passumpsic Rivers Railroad zur Verfügung, über die ebenfalls Kurswagen geführt wurden. 1884 übernahm die Boston and Lowell Railroad die Betriebsführung, die nun die gesamte Strecke von Boston bis White River Junction unter ihrer Kontrolle hatte und somit durchlaufende Züge anbieten konnte. Drei Jahre später wurde die Boston&Lowell ihrerseits durch die Boston and Maine Railroad gepachtet. Mehrere Expresszüge am Tag verkehrten nun zwischen Boston und Montréal bzw. Québec.
Am 15. September 1907 kam es auf der Bahnstrecke zum schwersten Zugunglück in der Geschichte New Hampshires. Der Morgen des Tages war neblig, was zu Verspätungen führte. Die eingleisige Hauptstrecke war stark befahren, sodass an fast allen Stationen die Möglichkeit für Zugkreuzungen bestand. Der etwas verspätete Expresszug 34 (Chicago/Québec–Boston) musste einen entgegenkommenden Güterzug kreuzen. Der Fahrdienstleiter legte die Begegnung auf den Bahnhof West Canaan, meldete an den Expresszug jedoch nur Canaan, woraufhin dieser in West Canaan durchfuhr. Um 4:26 Uhr stießen die beiden Züge zwischen West Canaan und Canaan frontal zusammen. 25 Personen starben bei dem Unglück, zahlreiche weitere wurden schwer verletzt. In der Folge benannte die Boston&Maine bis 1917 nahezu alle Bahnstationen ihres Netzes um, die Himmelsrichtungen als Zusätze hatten, um weitere derartige Verwechslungen zu vermeiden.
Die wichtigsten Expresszüge hatten in den 1920er Jahren Namen erhalten und so verkehrten der Red Wing, der Alouette, der New Englander und der Ambassador auf ihrem Weg von Boston nach Kanada oder Chicago über die Strecke. Der Alouette fuhr später über die White-Mountain-Strecke, wurde jedoch nach deren Stilllegung ab 1954 wieder über White River Junction geführt. 1937 wurde in White River Junction ein neues Bahnhofsgebäude in Betrieb genommen, nachdem das alte zwei Jahre vorher abgebrannt war. Nachdem der Personenverkehr immer weiter zurückging, wurden entlang der Strecke in den 1940er und 1950er Jahren viele Stationen geschlossen oder zu unbesetzten Bahnhöfen degradiert. Der Red Wing verkehrte am 25. Oktober 1959 letztmals. Die übrigen Expresszüge wurden bereits seit 1957 nur noch mit Budd Rail Diesel Cars betrieben. 1960 fuhren nur noch der Ambassador und der Alouette, die in Franklin, Potter Place, Canaan, Enfield und Lebanon hielten. Potter Place, Canaan und Enfield waren Bedarfshaltepunkte, nur Franklin und Lebanon waren noch besetzte Bahnhöfe mit Fahrkartenausgabe und Gepäckabfertigung. Am 4. Januar 1965 stellte die Boston&Maine den Personenverkehr auf der Strecke ein. Auch der Güterverkehr endete Anfang der 1980er Jahre zwischen Penacook und Westboro. Das letzte Mal wurde die Strecke in voller Länge durch einen Zug benutzt, als sie nach einem Zwischenfall bei Brattleboro 1982 einmalig als Ausweichstrecke benutzt wurde. Die New England Southern Railroad pachtete den Abschnitt von Concord nach Penacook, stellte jedoch den Betrieb auf ihm 1990 ein. Ab 1983 oblag die Betriebsführung der Guilford Transportation, die die Boston&Maine übernommen hatte. 1992 legte die Guilford den Abschnitt Penacook–Westboro still und verkaufte drei Jahre später die Trasse an den Bundesstaat. Die Gleise wurden 1996 abgebaut. Danach wurde begonnen, die Strecke zwischen Lebanon und Boscawen in einen Wanderweg umzuwandeln.
1997 endete auch der Verkehr zwischen White River Junction und Westboro, die Strecke wurde an den Staat verkauft. Dieser verpachtete sie im Mai 2000 an die Claremont Concord Railroad, die den Güterverkehr wieder aufnahm. 2015 erwarb Genesee and Wyoming die Betreibergesellschaft und gliederte sie ihrer New England Central Railroad an.

## Streckenbeschreibung
Die Strecke bildet zunächst die nördliche Fortsetzung der Bahnstrecke Nashua–Concord. Von Anfang an benutzte die Northern Railroad den Endbahnhof dieser Strecke in Concord mit, wie auch die übrigen Bahngesellschaften, die die Stadt bedienten. Die Bahnstrecke verläuft zunächst nordwärts am Westufer des Merrimack River und überquert bei Penacook, wo heute die Gleise enden, den Contoocook River direkt an seiner Mündung in den Merrimack. Die Bahntrasse erreicht weiter entlang des Flusses kurz darauf Boscawen und nach einigen Kilometern Franklin. Kurz vor dem 1847 eröffneten Bahnhof Franklin wurde mit Inbetriebnahme der hier einmündenden Bahnstrecke von Tilton ein neuer Haltepunkt Franklin Junction gebaut. In Franklin zweigte bis 1940 eine kurze Stichstrecke nach Bristol ab.

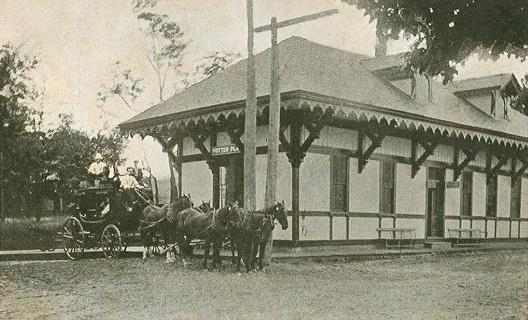
Bahnhof Potter Place, ca. 1906.

Hier verlässt die Trasse den Merrimack River und führt zunächst nordwestlich am Webster Lake vorbei, ab dem sie der Staatsstraße 11 in westlicher Richtung folgt. Kurz vor Andover erreicht die Strecke den Blackwater River, den sie insgesamt viermal überquert. Der nächste Bahnhof, Potter Place (siehe Bild), befindet sich unmittelbar nach der vierten Flussbrücke und ist bis heute erhalten. Er wurde in das National Register of Historic Places aufgenommen. Die Bahn folgt nun weiterhin dem Blackwater River und dem U.S. Highway 4 in nördliche Richtung. Bei South Danbury verlässt sie das Flusstal und durchquert im weiteren Verlauf einen Höhenzug. Durch Danbury und Grafton hindurch führt die Strecke kurvenreich immer in der Nähe von Highway 4 weiter nordwärts. Vorbei am Kilton Pond und am Tewksbury Pond erreicht die Bahn nach einigen Kilometern die Stadt Canaan und damit das Tal des Mascoma River, dem sie nun bis Lebanon folgt. Insgesamt 25 Mal überquert die Bahnstrecke den Fluss auf ihrem Weg nach Vermont.
Ab Canaan verläuft die Strecke wieder in westlicher Richtung, weiterhin parallel zum Highway 4. Hinter Enfield erreicht die Bahn den Mascoma Lake. Die Trasse verläuft direkt entlang des Nordufers des Sees und erreicht wenige Kilometer weiter die Stadt Lebanon. Nach dem eigentlichen Zentrum biegt die Strecke zunächst scharf nach Norden ab, um kurz darauf den Connecticut River und damit die Staatsgrenze nach Vermont zu überqueren. Unmittelbar nach der Brücke beginnt das Bahnhofsgelände von White River Junction. Der Bahnhof war früher als Kreuzungsbahnhof ausgebaut, heute liegt der Personenbahnhof, der einmal täglich pro Richtung von Amtrak bedient wird, westlich der niveaugleichen Kreuzung mit der Bahnstrecke White River Junction–Lennoxville an der Strecke nach Burlington, in die die Strecke von Concord hier einmündet.